# Canton de Niort
Pour les articles homonymes, voir Canton de Niort (homonymie).
Le canton de Niort est une ancienne division administrative française située dans le département des Deux-Sèvres, de 1790 à 1801.

## Historique
Le canton de Niort est l'un des cantons des Deux-Sèvres créés en 1790, en même temps que les autres cantons français. Il a été rattaché au district de Niort jusqu'en 1795, date de suppression des districts.
En 1801, il est scindé en deux : les cantons de  Niort-1 et  Niort-2 sont rattachés à l'arrondissement de Niort.

## Composition
Il était composé de quatre communes :
- Niort[1],
- Saint-Florent[2],
- Sainte-Pezenne[3],
- Souché[4].